# Fjells kommun
Fjells kommun (norska: Fjell kommune) var en kommun i dåvarande Hordaland fylke, väster om Bergen i Norge. Kommunen bestod av flera öar, bland andra Bildøy, Litlesotra och den norra delen av Sotra. Södra delen av Sotra tillhörde tidigare Sunds kommun. Över Hjeltefjorden i nordost ligger ökommunen Askøy kommun. Fjells kommuns administrativa centrum Straume låg på Litlesotra.
Fjells kommun upphörde 31 december 2019 när den tillsammans med Sunds kommun lades samman med Øygardens kommun.

## Se även

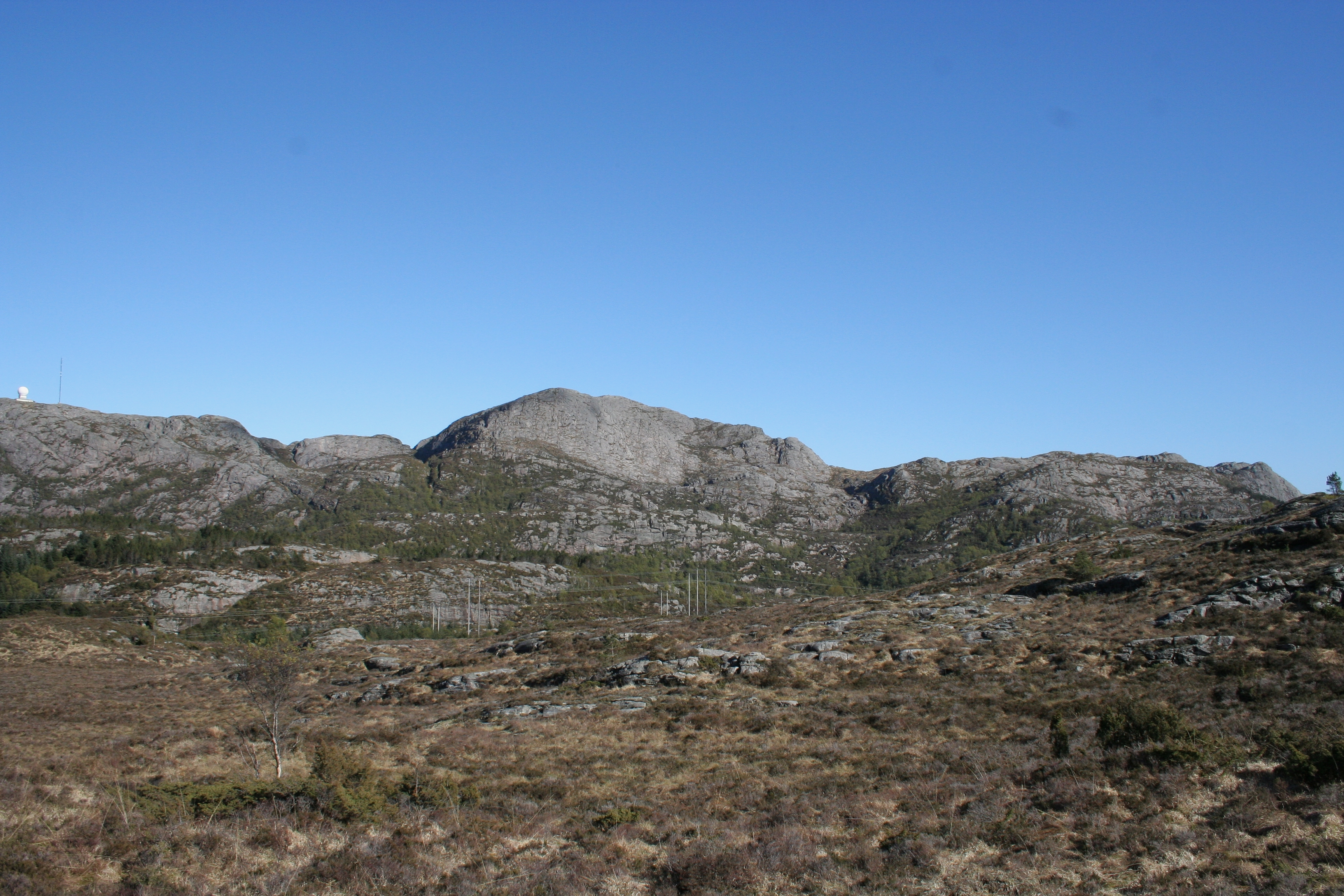
Kommunens högsta punkt var Liatårnet som når 314 meter över havet.

## Tätorter
- Fjell
- Knappskog
- Knarrevik/Straume
- Li
- Misje
- Skoge/Møvik
- Solsvik
- Vindenes
- Ågotnes